# Physulodes
Physulodes là một chi bướm đêm thuộc họ Erebidae.